# Stigmella aurora
Stigmella aurora là một loài bướm đêm thuộc họ Nepticulidae. Nó được tìm thấy ở miền đông Nga to miền nam part of the Palearctic ecozone.
Ấu trùng ăn Crataegus pinnatifida. They probably mine the leaves of their host.